# Граф Эннискиллен

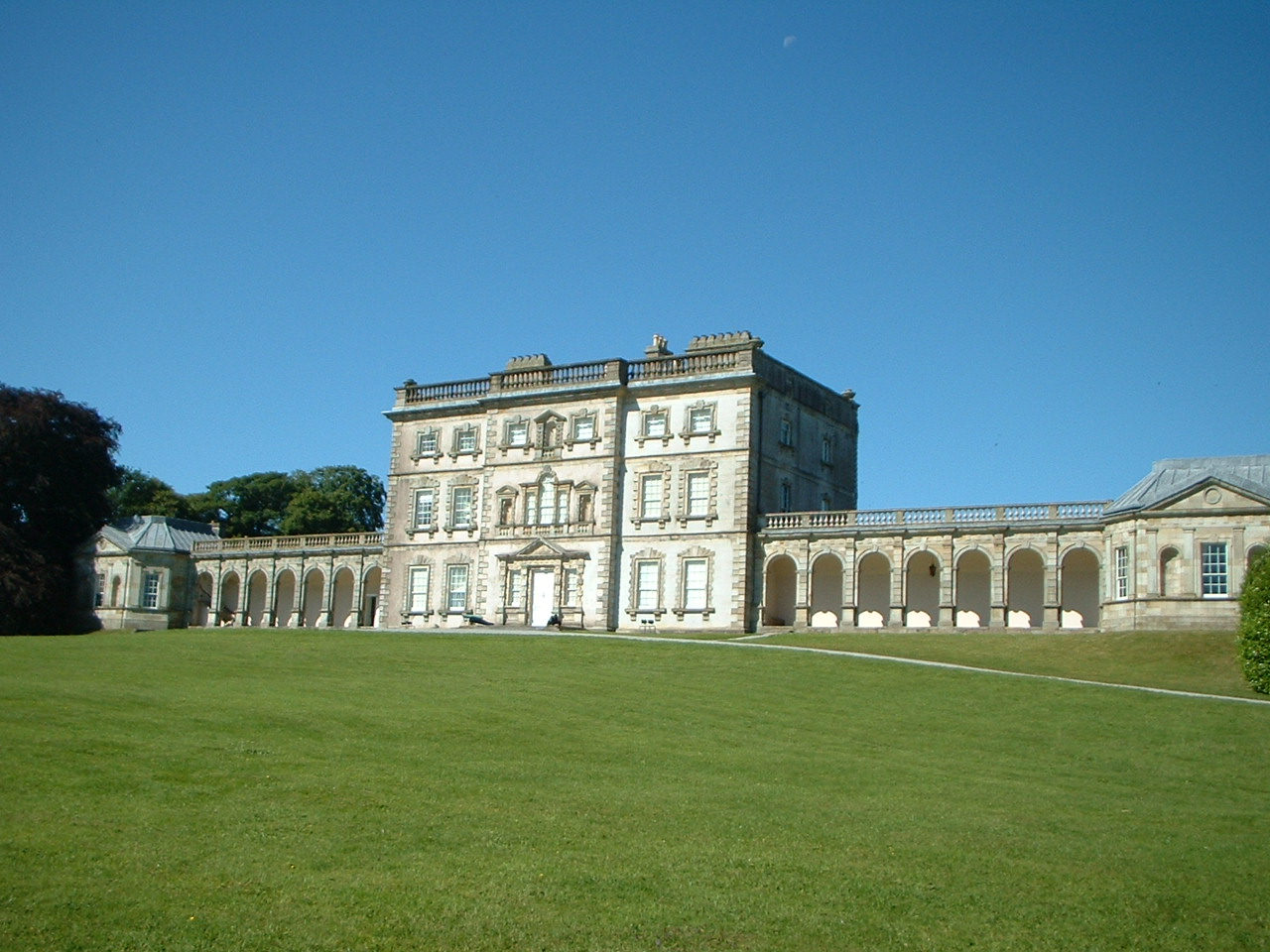
Флоренс Корт, родовая резиденция графов Эннискиллен

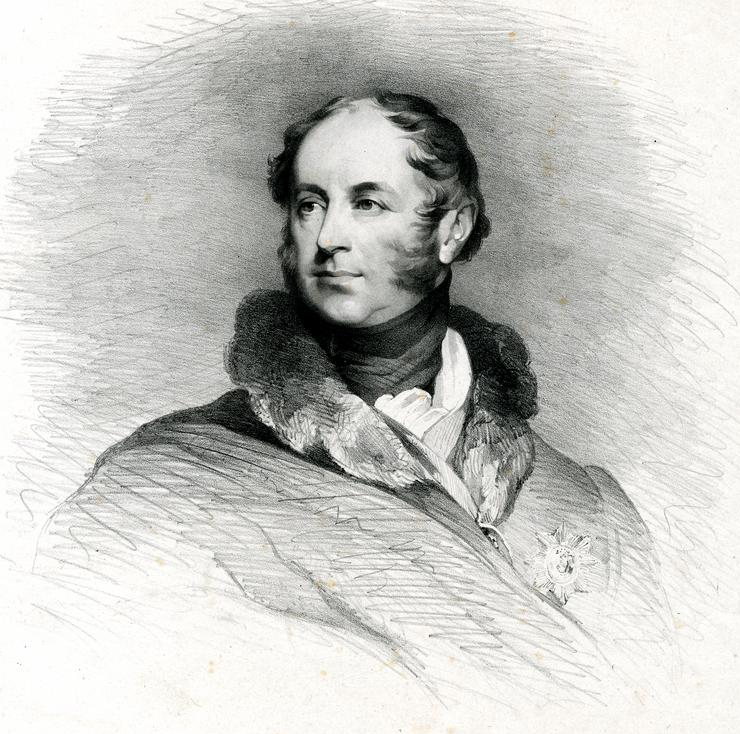
Джон Уиллоуби Коул, 2-й граф Эннискиллен

Граф Эннискиллен (англ. Earl of Enniskillen) — наследственный титул в системе Пэрства Ирландии.

## История
Титул графа Эннискиллена был создан в 1789 году для Уильям Коул, 1-й виконт Эннискиллена|Уильяма Коула, 1-го виконта Эннискиллена (1736—1803). В 1776 году он получил звание пэра Ирландии, став виконтом Эннискиллена. Его отец Джон Коул (1709—1767), ранее представлявший Эннискиллен в Ирландской палате общин (1730—1760), в 1760 году получил титул барона Маунт Флоренс из Флорренс Корт в графстве Фермана (пэрство Ирландии). Он также представлял Эннискиллен в Ирландской палате общин (1761—1767).
В 1803 году графский титул перешел в его сыну, Джону Уиллоуби Коулу, 2-му графу Эннискиллену (1768—1840). Он представлял в Ирландской палате общин Ферману (1790—1801) и Слайго-боро (1790, 1798), затем заседал в Палате общин Великобритании от Ферманы (1801—1803), служил лордом-лейтенантом графство Фермана (1831—1840) и одним из избранных ирландских пэров-представителей в Палате лордов (1804—1840). В 1815 году для него был создан титул барона Гринстеда из Гринстеда в графстве Уилтшир (пэрство Соединённого королевства), который давал ему и его потомкам автоматическое место в Палате лордов Великобритании.
Его сын, Уильям Уиллоуби Коул, 3-й граф Эннискиллен (1807—1886), политик-консерватор, был палеонтологом и также заседал в Палате общин от Ферманы (1831—1840). Его сменил его сын, Лаури Эгертон Коул, 4-й граф Эннискиллен (1845—1924), который представлял Эннискиллен в Палате общин от консервативной партии (1880—1885). Его сын, Джон Генри Майкл Боул, 5-й граф Эннискиллен (1876—1963) был лордом-лейтенантом графства Фермана (1948—1963).

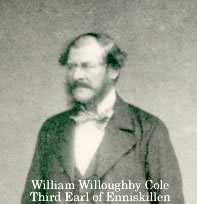
Уильям Уиллоуби Коул, 3-й граф Эннискиллен

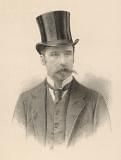
Лоури Эгертон Коул, 4-й граф Эннискиллен

В 1963 году графский титул унаследовал его племянник, капитан Дэвид Лаури Коул, 6-й граф Эннискиллен (1918—1989). Он был сыном Гэлбрейта Лаури Эгертона Коула, третьего сына 4-го графа Эннискиллена. Дэвид — племянник англиканского священника достопочтенного Рональда Беркли Коула (1913—1996). Дэвид родился и вырос в колонии Кения. Он учился в Итоне и Тринити-колледже в Кэмбридже, затем служил в ирландской гвардии во время Второй мировой войны и дослужился до чина капитана в британской армии. После войны он вернулся в Кению в качестве коменданта полицейского резерва. Участвовал в подавлении Восстания мау-мау, за что был награждён Орденом Британской империи.
Капитан Дэвид Коул активно участвовал в колониальной политике в Кении в конце 1950-х годов, был членом Законодательного Совета Кении (1961—1963). Он также принимал участие в конференции в Ланкастер-хаус, приведшей к независимости Кении, которая была достигнута в декабре 1963 года. В том же году он стал 6-м графом Эннискилленом и пэром Ирландии. Новый пэр вернулся в Эннискиллен в Северной Ирландии. Он и его вторая жена, американка Нэнси, проживали во Флоренс Корт на юго-западе графства Фермана с 1963 по 1972 год, затем они переехали в Кинлох-хаус в деревне Кинлох в Пертшире (Шотландия).
В 1971—1973 годах Дэвид Эннискиллен служил капитаном в полку обороны Ольстера в начале Конфликта в Северной Ирландии. Он также являлся заместителем лейтенанта графства Фермана (1963—1978). Он проживал в Кинлох-хаусе вплоть до своей смерти в 1989 году. Его вторая жена, вдовствующая графиня Эннискиллен (урожденная Нэнси Макленнан), проживавшая в США, умерла в 1998 году.
У 6-го лорда Эннискиллена было двое детей от первого брака с Соней Мэри Сайерс, на которой он женился в 1940 году. Супруги развелись в 1955 году. Их дети: Эндрю Коул (род. 1942) и Линда Мар Коул (род. 1944). В 1963—1989 годах Эндрю Коул носил титул учтивости — виконт Коул. После смерти отца в 1989 году Эндрю Коул стал 7-м графом Эннискилленом (известен среди семьи и друзей как Эндрю Эннискиллен). С 1963 года Линда стала Леди Линдой Мар Коул. Она вышла замуж в 1975 году за Ричарда Муира, 4-го баронета (род. 1939). 7-й лорд Эннискиллен проживает в своем обширном поместье (40, 000 акров земли) возле озера Найваша в Южной Кении.
Фамильная резиденция графов Эннискиллен с конца 1750-х годов — имение Флоренс Корт на юго-западе графства Фермана. С 1953 года Флоренс Корт на попечении Национального фонда Великобритании. Последним графом, жившим в этом загородном доме, был Дэвид Коул, 6-й граф Эннискиллен (1918—1989), который покинул его в 1972 году.
Сэр Майкл Коул (ум. ок. 1663), предок графов Эннискиллен, был братом сэра Джона Коула, 1-го баронета из Рэнела.

## Бароны Маунт Флоренс (1760)
- 1760—1767: Джон Коул, 1-й барон Маунт Флоренс (13 октября 1709 — 30 ноября 1767), сын Джона Коула (1680—1726);
- 1767—1803: Уильям Уиллоуби Коул, 2-й барон Маунт Флоренс (1 марта 1736 — 22 мая 1803), старший сын предыдущего, граф Эннискиллен с 1789 года.

## Графы Эннискиллен (1789)
- 1789—1803: Уильям Уиллоуби Коул, 1-й граф Эннискиллен (1 марта 1736 — 22 мая 1803), старший сын Джона Коула, 1-го барона Маунт Флоренс;
- 1803—1840: Джон Уиллоуби Коул, 2-й граф Эннискиллен (23 марта 1768 — 31 марта 1840), старший сын предыдущего;
- 1840—1886: Уильям Уиллоуби Коул, 3-й граф Эннискиллен (25 января 1807 — 12 ноября 1886), старший сын предыдущего;
  - Джон Уиллоуби Майкл Коул, виконт Коул (16 декабря 1844 — 15 апреля 1850), старший сын предыдущего;
- 1886—1924: Лаури Эгертон Коул, 4-й граф Эннискиллен (21 декабря 1845 — 28 апреля 1924), второй сын 3-го графа Эннискиллена;
- 1924—1963: Джон Генри Майкл Коул, 5-й граф Эннискиллен (10 сентября 1876 — 19 февраля 1963), второй сын предыдущего;
  - Майкл Гэлбрейт Лоури Коул, виконт Коул (21 ноября 1921 — 26 августа 1956), единственный сын предыдущего;
- 1963—1989: Дэвид Лоури Коул, 6-й граф Эннискиллен (10 сентября 1918 — 30 мая 1989), старший сын достопочтенного Гэлбрейта Лоури Эгертона Коула (1881—1929), внук 4-го графа Эннискиллена;
- 1989 — настоящее время: Эндрю Джон Гэлбрейт Коул, 7-й граф Эннискиллен (род. 28 апреля 1942), единственный сын 6-го графа и его первой жены, Сони Сайерс;
  - Наследник: Артур Беркли Коул (род. 17 декабря 1949), старший сын достопочтенного Артура Джеральда Коула (1920—2005), младшего брата 6-го графа.